# Slobodan Krčmarević
Slobodan Krčmarević, cyr. Слободан Крчмаревић (ur. 12 czerwca 1965 w Belgradzie) – były serbski piłkarz, a następnie trener piłkarski.